# Comissões parlamentares no Brasil
Na política do Brasil, as comissões parlamentares são grupos de legisladores, organizados em função da matéria de sua competência, reunidos para apreciar projetos de lei e outras propostas normativas, além de exercerem papel fiscalizador. Suas deliberações legislativas tanto podem apenas preparar a apreciação pelo plenário, como tramitar em caráter conclusivo.
Para o Congresso Nacional, as Comissões estão previstas no art. 58 da Constituição Federal e são reguladas pelos regimentos internos do Senado e da Câmara dos Deputados.

## Congresso Nacional
Em cada uma das duas casas do Congresso Nacional brasileiro, o processo legislativo normalmente tem início por meio de Comissões Parlamentares. Cada comissão possui funções legislativas e fiscalizadoras e é guiada tanto pela Constituição Federal quanto pelos respectivos Regimentos Internos, com o objetivo de promover debates e discussões sobre as leis em elaboração, acompanhar as ações administrativas e controlar programas criados pelo Poder Executivo.

### Comissões permanentes
As Comissões Permanentes tem a finalidade de discutir e votar as propostas de leis que são apresentadas à Câmara manifestando uma opinião técnica sobre o assunto, por meio de pareceres, para que posteriormente esse assunto seja levado ao Plenário para votação. Para algumas proposições, essas comissões podem decidir pela aprovação ou rejeição de propostas legislativas sem que elas passem pelo Plenário da Casa. A cada nova sessão legislativa, a cada ano, os deputados que compõem determinada comissão podem ser renovados.
Atualmente, existem 30 Comissões Permanentes na Câmara dos Deputados:
| Sigla  | Comissão                                                          | Presidente atual                       |
| ------ | ----------------------------------------------------------------- | -------------------------------------- |
| CASP   | Admnistração e Serviços Publicos                                  | Dep. Bruno Farias (Avante-MG)          |
| CAPADR | Agricultura, Pecuária, Abastecimento e Desenvolvimento Rural      | Dep. Tião Medeiros (PP-PR)             |
| CPOVOS | Amazônia e dos Povos Originários e Tradicionais                   | Dep. Célia Xakriabá (PSOL-MG)          |
| CCTI   | Ciência, Tecnologia e Inovação                                    | Dep. Luísa Canziani (PSD-PR)           |
| CCOM   | Comunicação                                                       | Dep. Amaro Neto (Republicanos-ES)      |
| CCJC   | Constituição e Justiça e de Cidadania                             | Dep. Rui Falcão (PT-SP)                |
| CCULT  | Cultura                                                           | Dep. Marcelo Queiroz (PP-RJ)           |
| CDC    | Defesa do Consumidor                                              | Dep. Jorge Braz (Republicanos-RJ)      |
| CMUHER | Defesa dos Direitos da Mulher                                     | Dep. Lêda Borges (PSDB-GO)             |
| CIDOSO | Defesa dos Direitos da Pessoa Idosa                               | Dep. Aliel Machado (PV-PR)             |
| CPD    | Defesa dos Direitos das Pessoas com Deficiência                   | Dep. Márcio Jerry (PCdoB-BA)           |
| CDE    | Desenvolvimento Econômico                                         | Dep. Félix Mendonça Júnior (PDT-BA)    |
| CDU    | Desenvolvimento Urbano                                            | Dep. Acácio Favacho (MDB-AP)           |
| CDHMIR | Direitos Humanos, Minorias e Igualdade Racial                     | Dep. Luizianne Lins (PT-CE)            |
| CE     | Educação                                                          | Dep. Moses Rodrigues (UNIÃO-CE)        |
| CESPO  | Esportes                                                          | Dep. Luiz Lima (PL-RJ)                 |
| CFT    | Finanças e Tributação                                             | Dep. Paulo Guedes (PT-MG)              |
| CFFC   | Fiscalização Financeira e Controle                                | Dep. Bia Kicis (PL-DF)                 |
| CICS   | Indústria, Comércio e Serviços                                    | Dep. Heitor Schuch (PSB-RS)            |
| CINDRE | Integração Nacional e Desenvolvimento Regional                    | Dep. Fábio Garcia (UNIÃO-MT)           |
| CLP    | Legislação Participativa                                          | Dep. Zé Silva (Solidariedade-MG)       |
| CMADS  | Meio Ambiente e Desenvolvimento Sustentável                       | Dep. José Priante (MDB-PA)             |
| CME    | Minas e Energia                                                   | Dep. Rodrigo de Castro (UNIÃO-MG)      |
| CPASF  | Previdência, Assistência Social, Infância, Adolescência e Família | Dep. Fernando Rodolfo (PL-PE)          |
| CREDN  | Relações Exteriores e de Defesa Nacional                          | Dep. Paulo Alexandre Barbosa (PSDB-SP) |
| CSAUDE | Saúde                                                             | Dep. Zé Vitor (PL-MG)                  |
| CSPCCO | Segurança Pública e Combate ao Crime Organizado                   | Dep. Sanderson (PL-RS)                 |
| CTRAB  | Trabalho                                                          | Dep. Airton Faleiro (PT-BA)            |
| CTUR   | Turismo                                                           | Dep. Romero Rodrigues (PSC-PB)         |
| CVT    | Viação e Transportes                                              | Dep. Cezinha de Madureira (PSD-SP)     |

No Senado Federal, estão ativas 15 Comissões (2025):
| Sigla | Comissão                                                                               | Presidente atual                     |
| ----- | -------------------------------------------------------------------------------------- | ------------------------------------ |
| CRA   | Agricultura e Reforma Agrária                                                          | Sen. Zequinha Marinho (PODE-PA)      |
| CAE   | Assuntos Econômicos                                                                    | Sen. Renan Calheiros (MDB-AL)        |
| CAS   | Assuntos Sociais                                                                       | Sen. Marcelo Castro (MDB-PI)         |
| CCT   | Comissão de Ciência, Tecnologia, Inovação e Informática                                | Sen. Flávio Arns (PSB-PR)            |
| CCDD  | Comissão de Comunicação e Direito Digital                                              |                                      |
| CCJ   | Constituição, Justiça e Cidadania                                                      | Sen. Otto Alencar (PSD-BA)           |
| CDR   | Desenvolvimento Regional e Turismo                                                     | Sen. Dorinha Rezende (UNIÃO-TO)      |
| CDH   | Direitos Humanos e Legislação Participativa                                            | Sen. Damares Alves (Republicanos-DF) |
| CE    | Educação e Cultura                                                                     | Sen. Teresa Leitão (PT-PE)           |
| CEsp  | Esportes                                                                               | Sen. Leila Barros (PDT-DF)           |
| CMA   | Meio Ambiente                                                                          | Sen. Fabiano Contarato (PT-ES)       |
| CRE   | Relações Exteriores e Defesa Nacional                                                  | Sen. Nelsinho Trad (PSD-MS)          |
| CI    | Serviços de Infraestrutura                                                             | Sen. Marcos Rogério (PL-RJ)          |
| CSP   | Comissão de Segurança Pública                                                          | Sen. Flávio Bolsonaro (PL-RJ)        |
| CTFC  | Comissão de Transparência e Governança, Fiscalização e Controle e Defesa do Consumidor | Sen. Hiran Gonçalves (PP-RR)         |

### Comissões temporárias
As Comissões Temporárias são órgãos técnicos formados por parlamentares que possuem um período definido de existência, sendo extintas expirado o prazo determinado ou alcançado o seu fim. Elas podem se dividir em três comissões específicas:

#### Comissões especiais
As Comissões Especiais são compostas para emitir pareceres acerca de proposições legislativas em situações especiais e/ou oferecem estudos mais aprofundados sobre temas específicos recebendo especialistas no assunto para o debate.

#### Comissões externas
As Comissões Externas são convocadas para lidar com um dado assunto específico que esteja situado fora da sede da respectiva casa legislativa.

#### Comissões parlamentares de inquérito
As Comissões Parlamentares de Inquérito (CPI) são formadas para investigar um fato determinado, em um prazo determinado.

### Comissões mistas
As comissões mistas são formadas por integrantes do Senado e da Câmara dos Deputados, e podem ser permanentes ou temporárias.
Atualmente funcionam em caráter permanente a Comissão Mista de Orçamento e a Comissão Mista do Mercosul.
Como comissões temporárias, as comissões mistas podem apreciar denúncias contra crimes de responsabilidade cometidos por Presidente da República, pelo Vice-Presidente da República ou por um Ministro de Estado.